# الورو
الورو (به انگلیسی: Alluru) یک منطقهٔ مسکونی در هند است که در آندرا پرادش واقع شده‌است.